# Ye Ting
Ye Ting (Distretto di Huiyang, 10 settembre 1896 – Contea di Xing, 8 aprile 1946) è stato un generale cinese, uno dei primi comandanti militari comunisti della storia cinese, dopo essersi distinto anche tra le forze nazionaliste.

## Biografia
Ye Ting nacque nel Distretto di Huiyang, nel Guangdong, nel 1896. Alla fine del 1916 entrò all'Accademia militare di Baoding, da dove uscì laureato nel 1918, e l'anno successivo si unì al Kuomintang quando Sun Yat-sen lo fondò (esso esisteva già prima del 1919 come Alleanza Rivoluzionaria Cinese) e nel 1921 divenne comandante di battaglione dell'Esercito Rivoluzionario Nazionale. Nel 1924 si trovava in Unione Sovietica per studi e nel dicembre di quell'anno si unì al Partito Comunista Cinese. Nel 1925 tornò in Cina per servire come ufficiale di stato maggiore, comandante di reggimento indipendente nella Quarta Armata dell'esercito nazionalista. Nel maggio del 1926 guidò un distaccamento avanzato nella Spedizione del Nord e conseguì diverse vittorie ad agosto. A settembre pose sotto assedio Wuchang, rompendo le difese il 10 ottobre. Nel 1927 divenne comandante vice della 15ª Divisione, comandante della 24ª Divisione dell'11ª Armata e anche vice comandante dell'11ª Armata.
Il 1º agosto con Chen Yi, Zhou Enlai, He Long, Zhu De, Ye Jianying, Lin Biao, Liu Bocheng e Guō Mòruò partecipò alla fallita Rivolta di Nanchang, quando fu fondata l'Armata Rossa Cinese. Dopo Nanchang, andò a Hong Kong, da dove l'11 dicembre guidò l'Insurrezione di Canton. Dopo che anche questa insurrezione fallì, fu perseguitato come capro espiatorio e, come risultato, fu esiliato in Europa da Li Lisan e Wang Ming.
Ye tornò in Asia solo dopo il 1931, anno dell'Incidente di Mukden e dell'immediatamente successiva invasione della Manciuria da parte dell'Impero giapponese. Nell'autunno del 1932 andò a nascondersi a Macao.
Nel 1937, dopo lo scoppio ufficiale della Seconda guerra sino-giapponese, Ye prestò servizio come primo comandante dell'esercito della Nuova Quarta Armata, distinguendosi ancora una volta come eccellente generale. Tuttavia a causa dell'omonimo incidente della Nuova Quarta Armata nel gennaio del 1941, fu arrestato insieme al suo vice Xiang Ying, che però fu ucciso il 14 marzo dal suo aiutante Liu Hou, e imprigionato per cinque anni, fino al 1946, e per volere di Mao Zedong, Zhu De, Wang Jiaxiang e Zhou Enlai, il comando dell'armata passò al generale Chen Yi con commissario politico Liu Shaoqi e vice il generale Zhang Yunyi. L'8 aprile del '46, dopo essere stato rilasciato, morì per un incidente aereo mentre era in viaggio da Chongqing a Yan'an. Tra le vittime ci furono anche alcuni membri della sua famiglia e diversi dirigenti del Partito Comunista Cinese come Bo Gu, Deng Fa e Wang Ruofei. Esistono voci secondo cui Chiang Kai-shek avrebbe organizzato l'incidente.

## Vita privata
Ye Ting aveva in totale nove figli. Una delle sue nipoti, Ye Xiaoyan, figlia del secondo figlio di Ye Ting, Ye Zhengming, è sposata con Li Xiaoyong, il secondogenito e figlio più giovane dell'ex primo ministro cinese Li Peng.